# Muusa Dama
Muusa Booyi Dama (Parakou, 3 luglio 1996) è un cestista beninese.